# Омоформи
Омофо́рми — слова, що однаково пишуться лише в одній або кількох формах.
Наприклад:
- три (числівник у формі називного відмінка) і три (дієслово в наказовому способі, від терти)
- шию (іменник у знахідному відмінку однини, від шия) і шию (дієслово в теперішньому часі, першій особі, від шити).

При зміні цих слів омонімічність їх зникає.